# Districtul Mae Wong
Mae Wong (în thailandeză แม่วงก์) este un district (Amphoe) din provincia Nakhon Sawan, Thailanda, cu o populație de 52.705 locuitori și o suprafață de 766,8 km².

## Componență
Districtul este subdivizat în 4 subdistricte (tambon), care sunt subdivizate în 67 de sate (muban).
| Nr. | Nume          | În thailandeză | Sate | Pop.   |
| --- | ------------- | -------------- | ---- | ------ |
| 1.  | Mae Wong      | แม่วงก์          | 9    | 6,914  |
| 3.  | Mae Le        | แม่เล่ย์          | 26   | 18,751 |
| 4.  | Wang San      | วังซ่าน          | 14   | 12,569 |
| 5.  | Khao Chon Kan | เขาชนกัน        | 18   | 14,471 |